# Sound City (azienda)
Sound City è un'azienda di amplificatori per chitarra e basso elettrico fondata in Inghilterra negli anni '60. Nel 2018 il marchio è stato rilevato da Neal Ostberg e Steven Fryette e la produzione trasferita negli Stati Uniti.

## Storia

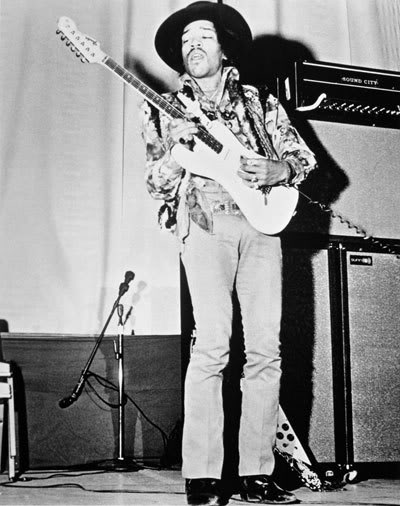
Un Amplificatore Sound City sul palco assieme al chitarrista Jimi Hendrix

Il marchio Sound City nasce a Londra intorno al 1967, quando la Arbiter Electronics, che nella città di Londra gestiva 3 negozi di elettronica e sistemi acustici, iniziò a produrre una propria linea di amplificatori e casse per chitarra e basso elettrico. Per questa nuova linea di prodotti scelse il nome del suo negozio più fornito, Sound City appunto collocato al n. 22 di Rupert Street. I primi modelli di amplificatori Sound City erano progettati da Dave Reeves, ingegnere e designer che curò la produzione del marchio fino alla sua dipartita ad inizio anni '70 per occuparsi a tempo pieno alla linea di amplificatori da lui stesso fondata, la Hiwatt. Dalla loro nascita gli amplificatori Sound City vennero utilizzati dai principali musicisti della emergente scena rock inglese, fra cui Pete Townsend degli Who, David Gilmour dei Pink Floyd e dal chitarrista americano Jimi Hendrix. 
Arbiter, di proprietà di Andrew Landesberg, è entrato in amministrazione controllata nel Gennaio 2009. Landesberg ha continuato ad acquistare sei negozi di musica nel Regno Unito e li ha marchiati Reverb. Nel marzo 2010, anche Reverb è entrato in amministrazione controllata. Arbiter, che possedeva il nome Sound City, aveva una divisione chiamata Arbiter Entertainment, anch'essa fondata da Landesberg. Anche Arbiter Entertainment era entrato in amministrazione controllata nel 2006. Nel 2018 il marchio Sound City è stato rilevato da Neal Ostberg e Steven Fryette che hanno trasferito la produzione negli Stati Uniti, rinnovando le tecnologie costruttive e al contempo preservando il più possibile il design originale degli amplificatori.

## Caratteristiche
La caratteristica principale delle soluzioni Sound City è quella di essere degli amplificatori per chitarra e chitarra basso realizzati con una circuitazione analogica saldata completamente a mano con una tecnica denominata point-to-point che non prevede l’ausilio di macchinari e automazioni per le saldature che connettono tutti gli elementi elettronici del circuito. All’interno di esso, gli elementi più rilevanti da un punto di vista economico ma soprattutto da un punto di vista elettro-acustico sono le valvole e il trasformatore. Gli amplificatori Sound City nativamente venivano prodotti con l’ausilio di Valvole Mullard EL34, trasformatori Partridge che conferivano al suono generato il tipico timbro caldo e pulito. Altra caratteristica iconica di questi amplificatori è quella di essere amplificatori monocanale, dove il segnale di ingresso dello strumento viene processato e restituito alla cassa di amplificazione all'interno di un unico circuito elettrico. 

### Annotazioni
1. ↑  Gli amplificatori Sound City compaiono ad esempio nel retro di copertina di Ummagumma, quarto album in studio della band registrato nel 1969.

### Fonti
1. 1 2   Sound City Amp, su soundcityamp.com.
2. 1 2   When Dallas Met Arbiter: A Store by Any Other Name, su soundcitysite.com. URL consultato il 01/10/21 (archiviato dall'url originale il 22 settembre 2021).
3. ↑   Dave Hunter, Amped, The Illustrated History of the World's Greatest Amplifiers,  p. 150.
4. ↑   fuzzquest.blogspot.com,  http://fuzzquest.blogspot.com/2014_03_21_archive.html.